# Mencio (libro)
El Mencio es una colección de conversaciones, anécdotas y una serie de entrevistas genuinas e imaginadas realizadas por el filósofo confuciano Mencio. El libro es uno de los Trece clásicos chinos y explora las opiniones de Mencio sobre los temas de la filosofía moral y política, a menudo como un diálogo con las ideas presentadas por el confucianismo. Las entrevistas y conversaciones se describen entre Mencio y los diversos gobernantes del período de los Estados Combatientes, o con sus estudiantes y otros contemporáneos. El libro documenta el viaje de Mencio por los estados y sus conversaciones y debates filosóficos con quienes conoce en su viaje. Varios estudiosos sugieren que el texto no fue escrito por el propio Mencio, sino por sus discípulos. Se cree que el texto fue escrito a finales del siglo IV a. C.

## Historia
Las ideas centrales de Mencio sobre la educación y la naturaleza humana se moldearon en gran medida durante el período de los Estados Combatientes (c. 770-221 a. C.). Cuando los Qin terminaron la dinastía Zhou en medio de este conflicto, Mencio y otros eruditos fueron a los diferentes reinos y asesoraron a los gobernantes y a la gente como en la academia jixia. Fue durante este tiempo que Mencio pudo acceder y desarrollar aún más las doctrinas filosóficas de Confucio. La creación de Mencio sirve como una elaboración adicional de la escuela de pensamiento confuciana llamada "idealismo subjetivo". A través de esta obra, Mencio desarrolló la teoría de la bondad natural (xingshan), que confiere que todas las personas tienen virtudes cardinales intrínsecas, y que estas virtudes se desarrollan de la misma manera que se cultiva el conocimiento.
El Mencio llegó a ser considerado como uno de los textos más importantes que explora la filosofía del confucianismo. Principalmente, por su diálogo filosófico con las Analectas de Confucio. A pesar de esta destacada importancia, Mencio no fue canonizado como uno de los clásicos chinos hasta más de 1.000 años después, durante la dinastía Song.

### Interpretaciones
Existen varias interpretaciones del Mencio como texto filosófico y literario. Los académicos E. Bruce y A. Taeko Brooks afirman que estas diversas interpretaciones pertenecen a un discurso continuo que representa a cada nueva generación de lectores. Ejemplos de ello son eruditos como James Legge, quien abrió el texto a los lectores occidentales explorando comparativamente el Mencio a través de una perspectiva misionera victoriana. Eruditos como Behuniak Jr. consideran que la capacidad del texto para trascender la cultura y el tiempo es lo que canoniza al Mencio como un clásico mundial.

## Contenido
Hay siete capítulos dentro del Mencio, cada uno dividido en dos mitades. La narrativa del libro describe los extensos diálogos de sus personajes sobre argumentos filosóficos específicos, junto con las propias reflexiones de Mencio sobre ellos en forma de frases cortas. La mayoría de los capítulos que exploran la filosofía moral de Mencio están estructurados en forma de una conversación entre Mencio y otros pensadores filosóficos. Mientras que los capítulos que ofrecen consejos y sugerencias políticas de Mencio se describen como conversaciones con varios gobernantes y con él mismo.
El libro explora la idea más famosa de Mencio, según la cual existe una naturaleza humana intrínseca que es buena. Su argumento de que cada persona poseía un potencial innato de virtud, contrasta con la posición de la figura contemporánea Yang Zhu, quien sostenía que la naturaleza humana está motivada por el interés propio. Además de esto, Mencio amplía en gran medida las ideas confucianas de gobierno político y política benévola.

### Filosofía Moral
En Mencio, los debates sobre la moralidad y la naturaleza humana están en diálogo directo con las opiniones confucianas. La teoría de la "bondad natural", según la cual los seres humanos son inherentemente buenos, se explora a través del concepto de "brotes". Según Mencio, los "brotes" son hábitos morales no aprendidos que son innatos y están presentes en el nacimiento de una persona. Estos hábitos morales están relacionados con el "afecto familiar" (qīn 親), y como "brotes", crecen en el entorno de actividades familiares.
Existen cuatro virtudes de la moralidad que constituyen los "brotes" de uno (duān 端):
1. "humanidad" (rén 仁)
2. "idoneidad" (yì 義)
3. "propiedad ritual" (lǐ 禮)
4. "sabiduría" (zhì 智)[5][7]

Los cuatro brotes son los que distinguen a los humanos de otros seres. Sin embargo, existe una distinción en el sentido de que no son lo que construye a la humanidad, sino algo innato que todos los humanos ya tienen. El Mencio afirma que estas virtudes se desarrollan en la aculturación del entorno, "así como nosotros tenemos cuatro miembros" (Mencio 2A:6). Siendo este un ambiente de afecto familiar, donde se activan los "cuatro brotes" entre otros impulsos no controlados.
Mencio también piensa que existe una naturaleza humana común que hace que las personas respondan de la misma manera ante determinadas situaciones éticas. Uno de los argumentos más famosos a favor de esto se presenta en Mencio en el capítulo 1A:6, donde Mencio predice con éxito la reacción inmediata de un observador al ver a un niño a punto de caer en un pozo. Mencio sostiene que todas las personas tienen una compasión biológica o innata, y va más allá al implicar que esta compasión innata es también un deber universal. Mencio se refiere a la idea de un sentido biológico de compasión como una forma de deber en:
"Nuestro sentido del deber agrada al corazón como la carne agrada al paladar." ( Mencio 4A:2)
En otras palabras, al hacer cosas compasivas, no sólo nos complacemos biológicamente sino también obedientemente.

### Filosofía política
El Mencio amplía las afirmaciones confucianas sobre las prácticas necesarias de un buen gobernante. Esto consiste en "políticas de virtudes" (de zheng 德政), "políticas benevolentes" (ren zheng 仁政) o "políticas sensibles al sufrimiento de los demás" (bùrěn rén zhī zhèng 不忍人之政). Estos términos se refieren a la forma ideal de gobernar políticamente, que es que una sociedad debe tener políticas que se extiendan con benevolencia. Estos consisten en equidad en la distribución de bienes y principalmente políticas que protejan a los miembros más marginales de la sociedad. Confucio, y en extensión, Mencio, sostiene que un buen gobernante debe ganarse la devoción del pueblo mediante el ejercicio de la benevolencia y la bondad. Mencio afirma que la ética confuciana es la base para lograr un estado ideal.

Dentro de Mencio, esto se expresa en su encuentro con el rey Xuan de Qi, quien gobierna el Reino Central sin practicar una "política benévola". En este capítulo, Mencio se refiere a la acción del Rey como:
"Buscar peces trepando a un árbol". (yuán mù qiú yú 緣木求魚) (Mencio 2A:4)
Otros pasajes del Mencio abordan la política benévola de manera más directa:
"Un Emperador no puede mantener el Imperio dentro de los Cuatro Mares a menos que sea benevolente; un señor feudal no puede preservar los altares a los dioses de la tierra y el grano a menos que sea benevolente; un Ministro o Consejero no puede preservar su templo ancestral a menos que sea benevolente; un junzi o un plebeyo no pueden preservar sus cuatro extremidades a menos que sean benévolos. Ahora bien, si a uno no le gusta la muerte pero se deleita con la crueldad, es como alguien que bebe alcohol más allá de su capacidad y no le gusta la embriaguez. (Mencio 4A:3)

Mencio también desaconseja el uso político de la violencia y la fuerza:
"Cuando uno usa la fuerza para ganarse la lealtad de la gente (yǐ lǐ fú rén 以理服人), no se gana los corazones y las mentes de las personas (xīn fú 心服); se someten a tu fuerza porque no son lo suficientemente fuertes". (Mencio 4A: 7)

## Influencias en la hermenéutica
Aparte de sus influencias en el neoconfucianismo. El Mencio también ha tenido un efecto en el campo del discurso literario en China. Principalmente, en el avance de la crítica literaria china hacia una dirección que se asemeja a los métodos de la hermenéutica intencionalista occidental. Se considera que estos conceptos intencionalistas de interpretación (denominados crítica literaria menciana) han dominado la metodología de la crítica literaria y la interpretación en China desde entonces.

La posición intencionalista occidental tradicionalmente juzga el significado de una obra literaria por las intenciones del autor en el momento de su concepción. Jane Gearney señala que existen varios pasajes en El Mencio que proponen una teoría de la interpretación literaria que se asemeja a esta tradición. Un ejemplo es:
"... quien explica poesía no debe permitir que la forma obstruya las frases ni que las frases obstruyan la deriva. Uno debe afrontar la deriva con los propios pensamientos; así es como se obtiene". (Mencio 5A:4)
En su evaluación de este pasaje, Gearney señala que la "deriva" a la que aquí se hace referencia puede entenderse como la intención del autor. En este pasaje, Mencio plantea que a la hora de evaluar un texto, su forma o estructura no debe anteponerse a las frases individuales. Si bien las frases individuales no deben obstruir la intención del autor (la deriva) de la obra, donde la intención se encuentra con los propios pensamientos del lector para formar significado. Mencio también fomenta un enfoque de la crítica literaria basado en la amistad:
"Los buenos eruditos de una aldea se hacen amigos de otros buenos eruditos de la aldea. Los buenos eruditos del mundo se hacen amigos de otros buenos eruditos del mundo. Si hacerse amigos de los buenos eruditos del mundo no es suficiente, también proceden a considerar a los antiguos. Pero ¿cómo pueden recitar su poesía y leer sus libros sin saber qué clase de personas son? Por lo tanto, consideran que su edad es "proceder a hacerse amigos" [de los antiguos]". (Mencio 5B:8)
Gearney ve la idea de conocer a los autores como personas como una sugerencia de Mencio para que el lector intente conocer, lo mejor que pueda, la intención del autor cuando estaba creando el texto. Mencio enfatiza conocer al autor como persona, para sugerir la importancia del entorno y el contexto temporal de una obra literaria en la evaluación que uno hace de ella.
Aunque se considera que la crítica literaria menciana fomentó la hermenéutica intencionalista en China. Gearney señala que la forma de intencionalismo dentro del libro difiere del estilo de los modos de crítica intencionalistas occidentales tradicionales. Esta diferencia tiene que ver principalmente con el énfasis de Mencio en conocer los entornos contextuales del autor durante la concepción de la obra, en lugar de los propios sentimientos del autor durante su concepción. Por lo tanto, el estándar por el cual se debe analizar una obra no involucra los sentimientos del autor en el momento exacto de la concepción (como lo caracteriza ED Hirsh). Más bien, los estándares de Mencio postulan que uno debe familiarizarse con el contexto personal, cultural y político del autor antes de evaluar la obra literaria.

## Traducciones seleccionadas
- Legge, James (1895). The Works of Mencius. The Chinese Classics 2. Oxford: Clarendon Press.
- Lyall, Leonard A. (1932). Mencius. London: Longmans, Green and Co.
- Ware, James R. (1960). The Sayings of Mencius. New York: Mentor Books.
- Dobson, W. A. C. H. (1963). Mencius, A New Translation Arranged and Annotated for the General Reader. London: Oxford University Press.
- Lau, D. C. (1970). Mencius. London: Penguin Books. ISBN 9780140442281.
- Van Norden, Bryan (2008). Mencius: With Selections from Traditional Commentaries. Indianapolis: Hackett Publishing Company.
- Bloom, Irene (2009). Mencius. New York: Columbia University Press.